# هپی یانکل
هپی یانکل (انگلیسی: Happy Jankell؛ زادهٔ ۱۶ دسامبر ۱۹۹۳) هنرپیشه اهل سوئد است.
از فیلم‌هایی که وی در آن نقش داشته‌است، می‌توان به قتل‌های ساندهام اشاره کرد.